# Lijst van beelden in Oostzaan
Dit is een (onvolledige) chronologische lijst van beelden in Oostzaan. Onder een beeld wordt hier verstaan elk driedimensionaal kunstwerk in de openbare ruimte van de Nederlandse gemeente Oostzaan, waarbij beeld wordt gebruikt als verzamelbegrip voor sculpturen, standbeelden, installaties, gedenktekens en overige beeldhouwwerken.

## Oostzaan
| Geplaatst | Omschrijving                   | Kunstenaar               | Straat                   | Plaats   | Materiaal | Afbeelding |
| --------- | ------------------------------ | ------------------------ | ------------------------ | -------- | --------- | ---------- |
| 1970      | Torso                          | Jan Timmer (beeldhouwer) | Lisweg                   | Oostzaan |           |            |
| 1978      | Verzetsmonument                | Roel Bendijk             | Kerkplein                | Oostzaan |           |            |
| 1988      | Pauw                           | Wim Cerneus              | Zuideinde / De Wering    | Oostzaan |           |            |
| 1989      | Hannie Schaft                  | Truus Menger-Oversteegen | Hannie Schaftplein       | Oostzaan |           |            |
| 2010      | Jacob Cornelisz. van Oostsanen | Eva Stache               | Kerkplein                | Oostzaan |           |            |
|           | Twee IJreka koeien             | IJreka Speeltoestellen   | Noorderlaaik 1 (centrum) | Oostzaan |           |            |